# 清風山號誌站
清風山號誌站（日语：／ Seifūzan shingōjō */?）位於日本北海道勇拂郡占冠村字仁仁宇（ニニウ）2953，是北海道旅客鐵道（JR北海道）石勝線上的號誌站。

## 簡介
清風山號誌站在實際設置之前，原本預計根據附近的聚落，設置仁仁宇車站（ニニウ駅，「ni-ni-us/」在愛奴語中意指「多樹木的地方」）。仁仁宇自明治時代殖民計畫開始實行以來，就一直是個交通極為不方便、猶如陸中孤島的社區，因此長期以來當地居民一直期盼能有鐵路經過並設置車站。然而，由於人口逐漸稀疏，在十勝線實際通車之前，全村的人口皆已遷出、廢村，成為無人地帶，因此原本預計要設置的仁仁宇車站也降級成為號誌站。另外，由於此區域是熊經常出沒的地帶，在石勝線進行高速化工程時，甚至必須有獵人同行以保安全。
現在附近正在建設道東自動車道。

## 車站構造
擁有2線的號誌站。號誌站兩端設有防雪廊（スノーシェルター）以避免轉轍器凍結。

## 車站周邊
由占冠村的林道往山中深處前進即可到達，附近為廣闊的原生森林地帶。號誌站雖沒有柵欄圍住，但沒有允許是禁止進入鐵路線。
- 北海道道610號占冠穗別線（日语：北海道道610号占冠穂別線）
- 道東自動車道

## 历史
- 1981年（昭和56年）10月1日 - 日本國有鐵道石勝線清風山號誌站設立。
- 1987年（昭和62年）4月1日 - 國鐵分割民營化後由JR北海道接收管理。
- 2011年（平成23年）5月27日 - 超級大空號於本號誌站附近脫軌，並在第1仁仁宇隧道內停車後發生火災。[2][3]

## 相鄰車站
北海道旅客鐵道（JR北海道）
■石勝線
新夕張（K20）－（楓信號場）－（長和信號場）－（東長和信號場）－（清風山信號場）－（鬼峠信號場）－占冠（K21）